# Piptadenia weberbaueri
Piptadenia weberbaueri é uma espécie vegetal da família Fabaceae.
Apenas pode ser encontrada no Peru.